# Александър Белич
Александар Белич (на сръбски: Александар Белић) е сръбски и югославски езиковед, професор, преподавател в Белградския университет.

## Биография
Роден на 15 август 1876 година в Белград. Учи славянска филология в Белград, Одеса и Москва и се дипломира през 1900 година в Лайпцигския университет. След това преподава в Белградския университет, през 1933 – 1934 година е негов ректор, а от 1937 година до смъртта си е председател на Сръбската академия на науките и изкуствата.
Александър Белич е най-авторитетният сръбски езиковед през първата половина на XX век. Автор е на разработената през 20-те години правописна норма на сърбо-хърватския език, базирана на фонетичния принцип. Работи активно в областта на сравнителното езикознание и диалектологията.
Български езиковеди, като Стефан Младенов, критикуват остро поддържаната от Белич теза за сръбския характер на западните български говори.
Александър Белич умира на 26 февруари 1960 година в Белград.